# 語研
語研（ごけん）は語学書専門出版社である。独習者向けの実用的な語学学習教材が中心。
英語・フランス語・イタリア語・スペイン語・ドイツ語・ポルトガル語・ロシア語・ギリシア語・デンマーク語・オランダ語・中国語・韓国語・タイ語・フィリピン語・広東語・ベトナム語・インドネシア語・マレーシア語・台湾語・ペルシャ語・アラビア語・日本語（順不同）といった多様な言語の他、TOEICやTOEFLといった資格試験向けの教材も出している。
近年は音声教材のダウンロード販売や無料配信、iPhone向けの語学教材への素材提供なども行っている。

## 所在地
東京都千代田区神田猿楽町2-7-17織本ビル4F